# Marcin Budziński (voetballer)
Marcin Budziński (Giżycko, 6 juli 1990) is een Poolse voetballer die als middenvelder speelt.
Budziński verruilde in 2012, eerst op huurbasis en daarna definitief, Arka Gdynia voor Cracovia Kraków. In 2017 ging hij in Australië voor Melbourne City spelen. Budziński was Pools jeugdinternational.